# 天主教阿爾巴諾羅馬城郊教區
天主教阿爾巴諾羅馬城郊教區（拉丁語：Dioecesis Albanensis）是一個天主教的羅馬城郊教區。
教區於2011年時有470,300名教友（佔轄區總人口93%）、77個堂區、184名司鐸、43名終身執事、146名修士和1,110名修女。
該教區除了本身的教區主教外，亦有一位領此主教銜的主教級樞機；不過後者只是在名義上以該主教為領銜，並沒有管理該教區的實權。現任教區主教為才祿·塞梅拉羅，榮休輔理主教為保祿·吉萊特，領銜主教為安傑洛·索達諾樞機。